# 捷水路
捷水路（しょうすいろ、英語: cut-off channel）は、河川の蛇行部分を短縮する水路のことである。ショートカット（英: short-cut）ともいう。

## 概要
河川が蛇行する部分においては当然ながら直線的な部分と比較して流速は低下する。主に洪水対策のために河川を改良する際、これを直線的に短絡することによって、流速を高めることによるものが行われる。この際に建築が行われる水路のことを捷水路という。蛇行切断（英: cut-off）と関連した水路であり、蛇行切断の効果の多くはこの捷水路によってもたらされるものである。
市川 & 石川 (2014)はこの建築の前段階として行われる模型実験において、それぞれの河川状況による影響と一般的に捷水路における特性を分類するために実験的研究を行った。これによると分流が始まる上流側においては、その対岸に砂州が形成され、合流する下流側においても堆積が進行するという予測がなされた。

## 効果
捷水路は河川の蛇行部を短絡するため、平時はもとより洪水時に流下能力を向上させることが可能である。
北海道の石狩川流域においては、1879年から1909年の間に計34回の氾濫が発生しており、1910年から捷水路を用いた河道の短縮を行った。この結果、平水位・洪水位共に低下したほか、広義の氾濫原の縮小をもたらした。
このような利点を持つ捷水路であるが、流下能力を向上させるものであるため、河川環境を変化させる可能性が指摘されている。清野 & 宇多 (2002)は大分県の八坂川の捷水路工事が2000年に行われたことと関連し、生物相の単調化の影響が予測され、さらに流入している守江湾のカブトガニ産卵地が流出する可能性を指摘した。

## 例
ここでは代表的な捷水路の例を示す。
- 石狩川
  - 生振捷水路（石狩市生振）[6][7]
- 印旛沼
  - 印旛捷水路[3]